# Liste von Militärs/F

## Fa
- Fabarius, Siegfried (1853–1915), königlich preußischer Generalmajor
- Fabert, Abraham de (1599–1662), französischer Heerführer und Militäringenieur; Marschall von Frankreich
- Fabrice, Georg Friedrich Alfred Graf von (1818–1891), sächsischer General und Ministerpräsident
- Fabvier, Charles Nicolas Baron (1783–1855), französischer General
- Fadejew, Rostislaw Andrejewitsch (1824–1884), russischer General und Schriftsteller
- Fahrensbach, Jürgen von (1551–1602), livländischer Feldherr
- Faidherbe, Louis (1818–1889), französischer General; Gouverneur des Senegal; einer der Begründer der französischen Kolonialmacht in Afrika
- Failly, Pierre de (1810–1892), französischer General im Deutsch-Französischen Krieg
- Fairfax, Thomas, 3. Baron Fairfax of Cameron, (1612–1671), englischer General; Oberbefehlshaber der Parlamentsarmee während des Englischen Bürgerkriegs
- Falkenberg, Dietrich von (1580–1631), schwedischer Oberst und Militärkommandant von Magdeburg
- Falkenhausen, Alexander von (1878–1966) deutscher General; 1934–38 als Militärberater Chiang Kai-sheks; 1940–1944 Chef der Militärverwaltung im besetzten Belgien
- Falkenhausen, Ludwig Freiherr von (1844–1936), Generaloberst; Militärschriftsteller; Armeeoberbefehlshaber; Generalgouverneur von Belgien
- Falkenhayn, Erich von (1861–1922), deutscher General und Militärpolitiker; Chef des Großen Generalstabs im Ersten Weltkrieg
- Falkenhorst, Nikolaus von (1885–1968), deutscher Generaloberst im Zweiten Weltkrieg; Wehrmachtbefehlshaber in Norwegen
- Fallon, William J. (* 1944), US-amerikanischer Admiral, US Navy
- Fanti, Manfredo (1806–1865), italienischer General
- Farragut, David Glasgow (1801–1870), bedeutender Admiral im Amerikanischen Bürgerkrieg; siegreich bei Mobile Bay
- Farnese, Alessandro (1545–1592), italienischer Feldherr und Diplomat in spanischen Diensten
- Farre, Jean Joseph (1816–1887), französischer Divisionsgeneral; Generalinspekteur; Kriegsminister
- Fay, Charles Alexandre (1827–1903), französischer General

## Fe
- Fegelein, Hermann (1906–1945), Soldat und General der Waffen-SS; Schwager Adolf Hitlers; hingerichtet
- Feindt, Hans-Arend (1921–2002), deutscher Konteradmiral
- Feist, Rainer (1945–2007), deutscher Admiral bei Bundeswehr und NATO; stellvertretender Generalinspekteur; Stellvertreter des SACEUR
- Feldmann, Heinz (* 1960), deutscher Brigadegeneral der Bundeswehr, Kommandeur des Kommando Spezialkräfte
- Feldt, Kurt (1887–1970), deutscher Kavalleriegeneral im Zweiten Weltkrieg
- Felgenhauer, Hans v. (1863–1946), preußischer Offizier des Ersten Weltkriegs
- Felhoelter, Herman G. OFM (1913–1950), römisch-katholischer US-Militärkaplan und Kriegsheld; gefallen im Koreakrieg
- Fellgiebel, Erich (1886–1944), General der Nachrichtentruppe; Mitverschwörer des 20. Juli; hingerichtet
- Felmy, Hellmuth (1885–1965), deutscher Luftwaffengeneral im Zweiten Weltkrieg; Militärkommandeur in Griechenland; als Kriegsverbrecher verurteilt
- Fenner von Fenneberg, Daniel Freiherr (1820–1863), österreichischer Offizier und Revolutionär
- Ferber, Erich (1914–1998), deutscher General des Heeres der Bundeswehr
- Feria, Gómez Suárez de Figueroa, 3. Herzog von (1587–1634), spanischer Staatsmann und General im Dreißigjährigen Krieg
- Fermor, Wilhelm Graf von (1702–1771), russischer General im Siebenjährigen Krieg
- Ferraris, Joseph Graf von (1726–1814), österreichischer Feldmarschall und Kartograf
- Festetics de Tolna, Tassilo (1813–1883), österreichischer General der Kavallerie
- Feuquières, Antoine de Pas, Marquis de (1648–1711), französischer General und Buchautor
- Feuquières, Manasses de Pas, Marquis de (1590–1640), französischer General und Diplomat
- Feurstein, Valentin (1885–1970), Generalmajor im österreichischen Bundesheer; nach dem Anschluss General der Wehrmacht
- Fey, Emil (1886–1938), österreichischer Politiker und Heimwehrführer

## Fi
- Fichtner, Sebastian (1894–1950), Generalleutnant, Divisionskommandeur im Zweiten Weltkrieg
- Ficquelmont, Karl Ludwig Graf von (1777–1857), österreichischer Diplomat, Politiker und Offizier, Ministerpräsident
- Filangieri, Carlo (1784–1867), italienischer General und Politiker
- Finck von Finckenstein, Albrecht Konrad Graf (1660–1735), preußischer Generalfeldmarschall und Prinzenerzieher
- Finck, Friedrich August von (1718–1766), preußischer General
- Fingerhuth, Dieter (1920–1993), deutscher Brigadegeneral
- Fink, Johannes (1895–1981), Luftwaffengeneral im Zweiten Weltkrieg; Kommandierender General der Luftwaffe in Griechenland
- Fischer von Treuenfeld, Karl (1885–1946), SS-Gruppenführer und Generalleutnant, Divisionskommandeur, zuletzt Befehlshaber der Waffen-SS in Italien
- Fisher, John Arbuthnot, 1. Baron Fisher of Kilverstone, (1841–1920), britischer Admiral; Erster Seelord
- Fisher, Sir William (1875–1937), britischer Admiral; 1932–36 Oberbefehlshaber der Mittelmeerflotte
- FitzGibbon, James (1780–1863), britischer General und Kolonialbeamter; Held des Krieges von 1812

## Fl
- Flachsenberg, Walter (1908–1994), deutscher Flottillenadmiral
- Flad, Friedrich von (1770–1846), königlich bayerischer Generalmajor und Militärjurist
- Flahault de la Billarderie, Auguste Charles, comte (1785–1870), französischer Diplomat und General
- Fleetwood, Charles (um 1618–1692), General im Englischen Bürgerkrieg
- Fleischmann, Johann von (1771–1853), königlich bayerischer Generalmajor
- Flemming, Bogislaw Bodo von (1671–1732), preußischer Generalleutnant
- Flemming, Ernst Bogislaus von (1704–1764), königlich-preußischer Generalmajor und Regimentschef
- Flemming, Georg Detlev von (1699–1771), sächsisch-polnischer General der Artillerie und Großwojewode von Pommerellen
- Flemming, Heino Heinrich Graf von (1632–1706), sächsischer, später brandenburgischer, Heerführer und Generalfeldmarschall
- Flemming, Heinrich Ludwig von (1717–1783), königlich-preußischer Generalmajor, Regimentschef und Kommandant von Breslau
- Flemming, Jakob Heinrich Graf von (1667–1728), kursächsischer Kabinettsminister und Feldmarschall
- Flemming, Johann Georg von (1679–1747), kursächsischer Generalleutnant und Kammerherr
- Flemming, Karl Georg Friedrich von (1705–1767), kursächsischer General der Infanterie und Geheimer Kabinettsminister
- Flender, Ulrike (* 1982), erste deutsche Kampfpilotin
- Fleury, Émile Félix (1815–1884), französischer General und Diplomat
- Fletcher, Frank Jack (1885–1973), US-amerikanischer Admiral im Pazifikkrieg
- Florent du Châtelet, Louis Marie (1727–1793) – Maréchal de camp, hingerichtet
- Flores, Venancio (1808–1868), uruguayischer Militär; Caudillo und Führer der Colorados, ermordet
- Florescu, Johann Emmanuel (1819–1893), russisch-rumänischer General und Staatsmann
- Flügel, Karl Wilhelm (1788–1857), Schweizer Arzt und Offizier

## Fo
- Foch, Ferdinand (1851–1929), französischer General im Ersten Weltkrieg; Marschall von Frankreich
- Foertsch, Friedrich (1900–1976), deutscher General; im Zweiten Weltkrieg Generalstabschef der Heeresgruppe Kurland; 1961–1963 Generalinspekteur der Bundeswehr
- Folliot de Crenneville, Franz Graf (1815–1888), österreichischer Feldzeugmeister und Oberkämmerer
- Fonck, René (1894–1953), französisches Fliegerass im Ersten Weltkrieg
- Fonseca, Manuel Deodoro da (1827–1892), brasilianischer Militär und Politiker, 1891 erster Präsident Brasiliens
- Forey, Élie-Frédéric (1804–1872), französischer General; Marschall von Frankreich
- Forgemol de Bostquénard, Leonard Leopold (1821–1897), französischer General
- Forrest, Nathan Bedford (1821–1877), Amerikanischer Bürgerkrieg
- Forster, Klaus (1931–2018), deutscher Brigadegeneral und Abteilungsleiter des Bundesnachrichtendienstes
- Fouler, Albert-Louis de (1770–1831), französischer Divisionsgeneral; Begleitoffizier der Kaiserin Joséphine
- Fournier-Sarlovèse, François (1773–1827), französischer Kavalleriegeneral des ersten Kaiserreichs
- Fouqué, Heinrich August Freiherr de la Motte (1698–1774), friderizianischer General; Großvater des Schriftstellers Friedrich de la Motte-Fouqué
- Fourichon, Martin (1809–1884), französischer Admiral, Kriegs- und Marineminister
- Fox, Hon. Henry Edward (1755–1811), britischer General
- Foy, Maximilien (1775–1825), französischer General und Staatsmann

## Fr
- François, Hermann von (1856–1933), deutscher General im Ersten Weltkrieg.
- François, Curt von (1852–1931), Chef der deutschen Schutztruppe in Deutsch-Südwestafrika.
- Frank, Hans (1939–2019), Vizeadmiral, Stellvertreter des Generalinspekteurs der Bundeswehr, Präsident der Bundesakademie für Sicherheitspolitik
- Franke, Dr. Erika (* 1954), Generalstabsarzt; erster Bundeswehrgeneral aus den neuen Bundesländern und zweite Frau im Generalsrang in der Bundeswehr sowie erster weiblicher Generalmajor der Bundeswehr.
- Franke, Victor (1866–1936), Kommandeur der Kaiserlichen Schutztruppe in Deutsch-Südwestafrika.
- Franklin, William Buel (1823–1903), General der Unionsarmee im Amerikanischen Bürgerkrieg.
- Franks, Tommy (* 1945), US-amerikanischer General; als Kommandeur von US Central Command zuständig für die Planung und Durchführung der Invasion in Afghanistan (2001) und des Irakkriegs (2003).
- Franquetot, François de, duc de Coigny (1670–1759), französischer General; Generaloberst der Dragoner; Marschall von Frankreich.
- Franquetot, Henri de, duc de Coigny, (1737–1821), französischer Höfling und General; 1771–1783 Generaloberst der Dragoner; Marschall von Frankreich.
- Fransecky, Eduard von (1807–1890), preußischer General der Infanterie; Kommandierender General eines Armeekorps im Deutsch-Französischen Krieg; Gouverneur von Berlin.
- Franz Albrecht von Sachsen-Lauenburg (1598–1642), sächsischer Generalfeldmarschall.
- Freers, Werner (* 1954), deutscher Generalmajor der Bundeswehr
- Freire de Andrade, Gomes (1757–1817), portugiesischer General und Haupt einer nationalistischen Verschwörung; gehängt.
- Freire y Serrano, Ramón (1787–1851), chilenischer Politiker und General; Staatspräsident 1823 bis 1826 und 1827.
- French, Sir John (1852–1925), Oberkommandierender des britischen Expeditionskorps bis 1915.
- French, William H. (1815–1881), Berufsoffizier der US-Armee und General im Amerikanischen Bürgerkrieg.
- Freyberg, Bernard 1. Baron (1889–1963), britischer Generalleutnant im Zweiten Weltkrieg, Generalgouverneur von Neuseeland.
- Freytag von Loringhoven, Bernd (1914–2007), deutscher Generalstabsoffizier im Zweiten Weltkrieg; stellvertretender Generalinspekteur der Bundeswehr.
- Freytag, Wilhelm von (1720–1798), braunschweig-lüneburgischer Feldmarschall
- Friant, Louis de (1758–1829), französischer Graf und General; wichtiger General in allen Napoleonischen Kriegen
- Friedeburg, Hans-Georg von (1895–1945), deutscher Admiral im Zweiten Weltkrieg; Kommandierender Admiral der Unterseeboote; Mitunterzeichner der Gesamtkapitulation der deutschen Wehrmacht.
- Friedländer, Johann (1882–1945), Feldmarschalleutnant des ersten österreichischen Bundesheeres; von den Nazis in das KZ Auschwitz verschleppt und kurz vor Kriegsende ermordet.
- Friedrich der Große (1712–1786), preußischer König und Heerführer.
- Friemert, Benedikt (* 1963), deutscher Generalarzt des Heeres der Bundeswehr
- Frimont von Palota, Johann Maria Philipp (1759–1831), österreichischer Kavalleriegeneral während der Koalitionskriege.
- Frisching, Samuel (1638–1721), Schweizer, General des protestantischen Bündnisses im zweiten Villmergerkrieg.
- Fritsch, Werner von (1880–1939), deutscher Generaloberst; 1934–1938 Chef der Heeresleitung bzw. (seit 2. Mai 1935) Oberbefehlshaber der Wehrmacht; Freitod.
- Fritschen, Gero von (* 1970), deutscher Brigadegeneral der Luftwaffe der Bundeswehr
- Fromm, Friedrich (1888–1945), deutscher Generaloberst; Befehlshaber des Ersatzheeres; hingerichtet.
- Fromm, Günter (1924–2013), deutscher Vizeadmiral und Befehlshaber der Flotte
- Fronsperger, Leonhard (um 1520–1575), bedeutendster Militärschriftsteller des 16. Jahrhunderts.
- Frontenac, Louis de Buade, comte de (1622–1698), französischer General; Gouverneur der französischen Kolonie Neufrankreich.
- Frossard, Chales Auguste (1807–1875), französischer General.
- Frost, John (1912–1993), britischer Luftwaffenoffizier; Bataillonskommandeur bei Arnheim, später General.
- Frundsberg, Georg von (1473–1528), deutscher Landsknechtsführer; einer der wichtigsten deutschen Infanterietaktiker der Frühen Neuzeit.
- Frunse, Michail Wassiljewitsch (1885–1925), sowjetischer General; Oberbefehlshaber der Roten Armee.
- Fry, James B. (1827–1894), US-amerikanischer General und Militärorganisator.

## Fu
- Mehmed Fuad Pascha (1815–1869), osmanischer Militär und Staatsmann
- Fukushima Yasumasa (1852–1919), General der Kaiserlichen Japanischen Armee
- Fuller, John Frederick Charles (1878–1966), britischer Generalmajor, Militärhistoriker und Stratege
- Funck, Friedrich Wilhelm von (1774–1830), königlich preußischer Generalmajor und Kommandant von Kolberg
- Funck, Karl Wilhelm Ferdinand von (1791–1828), sächsischer General und Historiker
- Fürst, Bernhard (* 1954), deutscher General der Luftwaffe
- Fürstenberg, Karl Aloys Fürst zu (1760–1799), österreichischer Feldmarschallleutnant der Napoleonischen Kriege
- Fürus, Christoph-Adolf (1928–2022), deutscher Generalmajor des Heeres der Bundeswehr
- Furushō Motoo (1882–1940), General der Kaiserlichen Japanischen Armee
- Fushimi Sadanaru (1858–1923), Feldmarschall der Kaiserlichen Japanischen Armee